# Louis Prahm
Jean Louis Francois Philipsen Prahm (født 15. september 1912 i Probolinggo, Hollandsk Ostindien, død 4. december 2003 i Sunnyvale, Californien, USA) var en dansk hockeyspiller, der deltog på det danske landshold ved OL 1936 i Berlin. Louis Prahm spillede for Orient og opnåede 9 landskampe i perioden 1928-1936.
Ved OL i 1936 blev Danmark delt nummer syv blandt de elleve deltagende hold efter nederlag i indledende runde til Tyskland og uafgjort mod Afghanistan samt i nederlag i to placeringskampe mod henholdsvis Schweiz og Japan. Tage Schultz var den yngste på det danske hold med sine 20 år. Prahm spillede alle fire kampe og score et enkelt mål i kampen mod Afghanistan.
Louis Prahm var lillebror til Peter Prahm, der ligeledes spillede hockey og deltog for Danmark ved OL 1928. De to brødre stammede fra en dansk-hollandsk familie i Hollandsk Ostindien, men kom som unge til Danmark. Louis Prahm udvandrede til USA i 1956, hvor han arbejdede som ingeniør.